# Revista de Girona
A Revista de Girona (RdG) é um periódico criado em 1955 em Girona (Gerunda) que tem como objetivo a divulgação de trabalhos de investigação cultural e científica que tenham como âmbito preferencial o território da região de Girona. A princípio era trimestral mas desde 1985 é bimestral. Depende da Deputação de Girona. Seu atual diretor é Narcís-Jordi Aragó.
Depois da publicação do número 250, em novembro de 2008, a revista iniciou uma nova etapa - tanto em relação ao desenho quanto aos contidos. Também inaugurou-se a versão eletrônica da revista, que oferece a possibilidade de consultar todos os artigos publicados durante os mais de cinquenta anos de história da publicação. Em 2014 foi anunciado que o serviço de Comunicação Cultural da Deputação de Girona havia digitalizado diversos volumes da coleção Cadernos da Revista de Girona, os quais foram colocados à disposição do público.

## Colaboradores destacados
- Alexandre Cuéllar
- Maria Assumpció Soler
- Enric Marquès